# Anna-Lena Ahlströmová
Anna-Lena Ahlströmová (nepřechýleně Anna-Lena Ahlström; * 2. ledna 1963) je švédská fotografka, známá především jako portrétní fotografka. Dříve pracovala v hudebním průmyslu.

## Životopis
Ahlströmová pracovala v 80. a 90. letech ve společnosti Sonet. Během svého působení ve společnosti postoupila přes marketingové oddělení do rolí marketingové manažerky (první žena ve švédském průmyslu) a generální ředitelky.
V roce 2000 se opět vrátila ke studiu, absolvovala fotografický kurz na Folkuniversitetet a poté pokračovala ročním studiem fotografie na School of Visual Arts v New Yorku. Inspirací k nové volbě povolání přišla její matka, která byla pilnou amatérskou fotografkou a byla také redaktorkou časopisu Fotografiskt Album.
Po návratu do Švédska zpočátku pracovala jako fotografka a manažerka pro švédskou taneční skupinu Army of Lovers a hudební skupinu Alcazar. Po roce 2002, kdy byla Ahlströmová na rodičovské dovolené, opustila své manažerské povinnosti a dala se na plný úvazek kariéry fotografky.
Mezi rané fotografické zakázky patřila zpěvačka Eva Dahlgrenová, v souvislosti s produkcí knihy. Mezi fotoportréty posledních let patří jména Lena Philipssonová, Jens Lapidus nebo Katerina Janouch. V roce 2015 se stala relevantní jako dvorní fotografka v souvislosti s tím, že švédský královský pár bude opět vydán na poštovních známkách. Ve stejném roce byla řada portrétních fotografií Ahlströmové představena na výstavě v hotelu Diplomat ve Stockholmu. Mimo jiné tam byly fotografie, které byly podkladem pro nové známky s královským párem.
Anna-Lena Ahlströmová má svou základnu a fotoateliér v Hammarby Sjöstad ve Stockholmu, přičemž klienty jsou především noviny a vydavatelé knih. Pracovala také v reklamní fotografii.
Jako fotografka pracuje Ahlströmová od roku 2006 výhradně digitálně. Co jí může chybět z analogové éry, kdy jste měli ve fotoaparátu film, byl „filtr“ ve filmu, který se podle ní na portrétní fotografii dobře hodí.

## Galerie
Níže jsou uvedeny příklady portrétních fotografií Anny-Leny Ahlströmové.

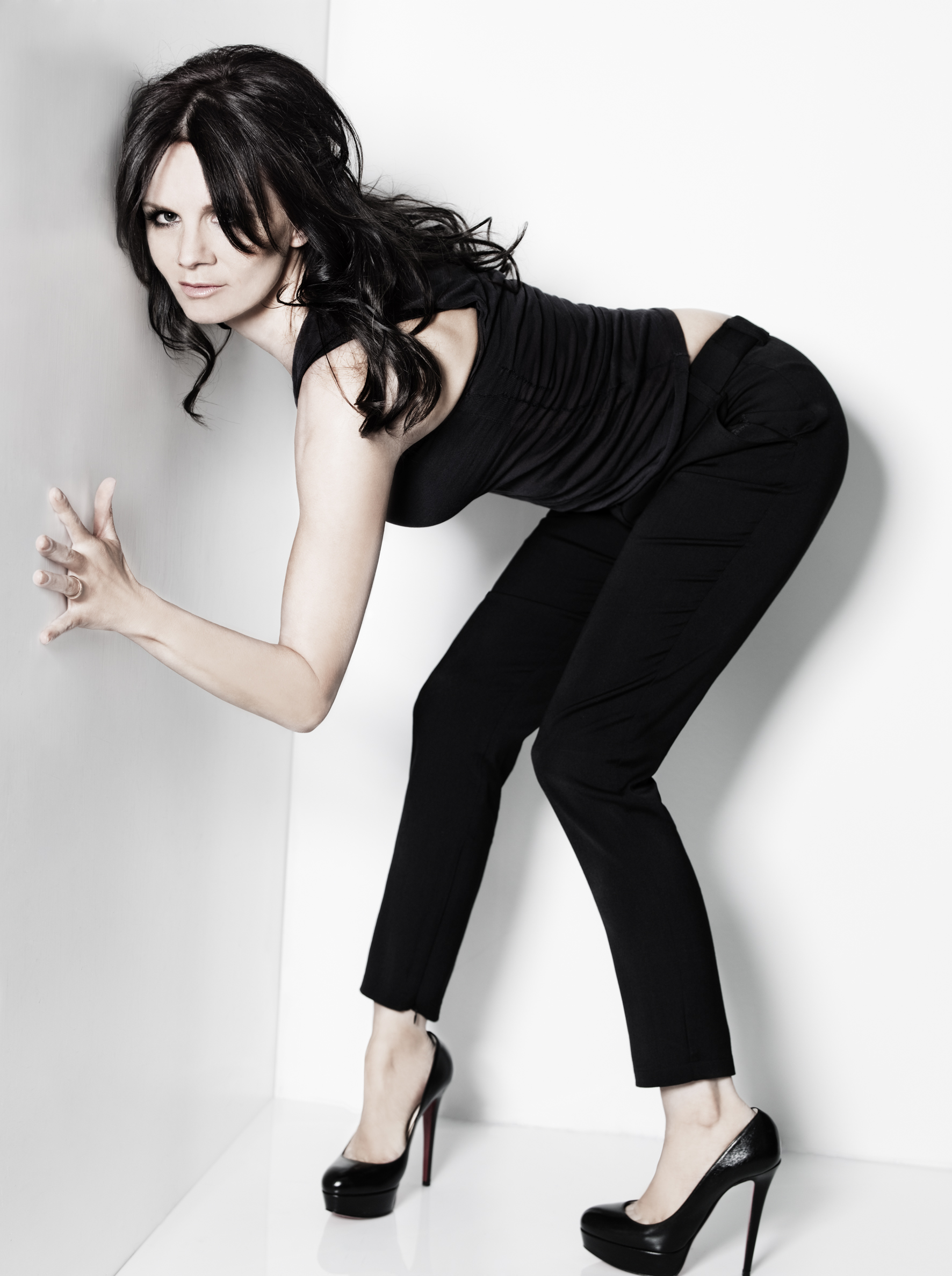
Lena Philipssonová, 2010
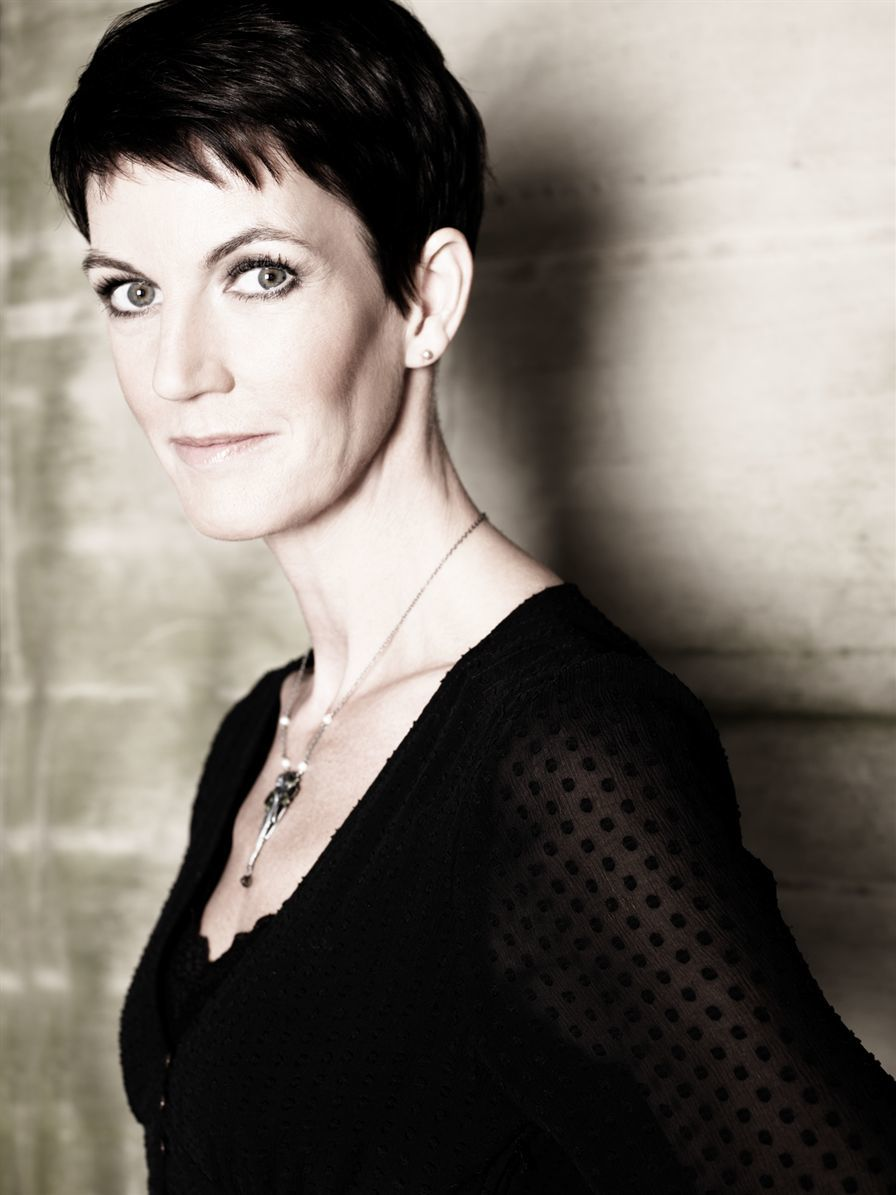
Kajsa Ingemarsson, 2011
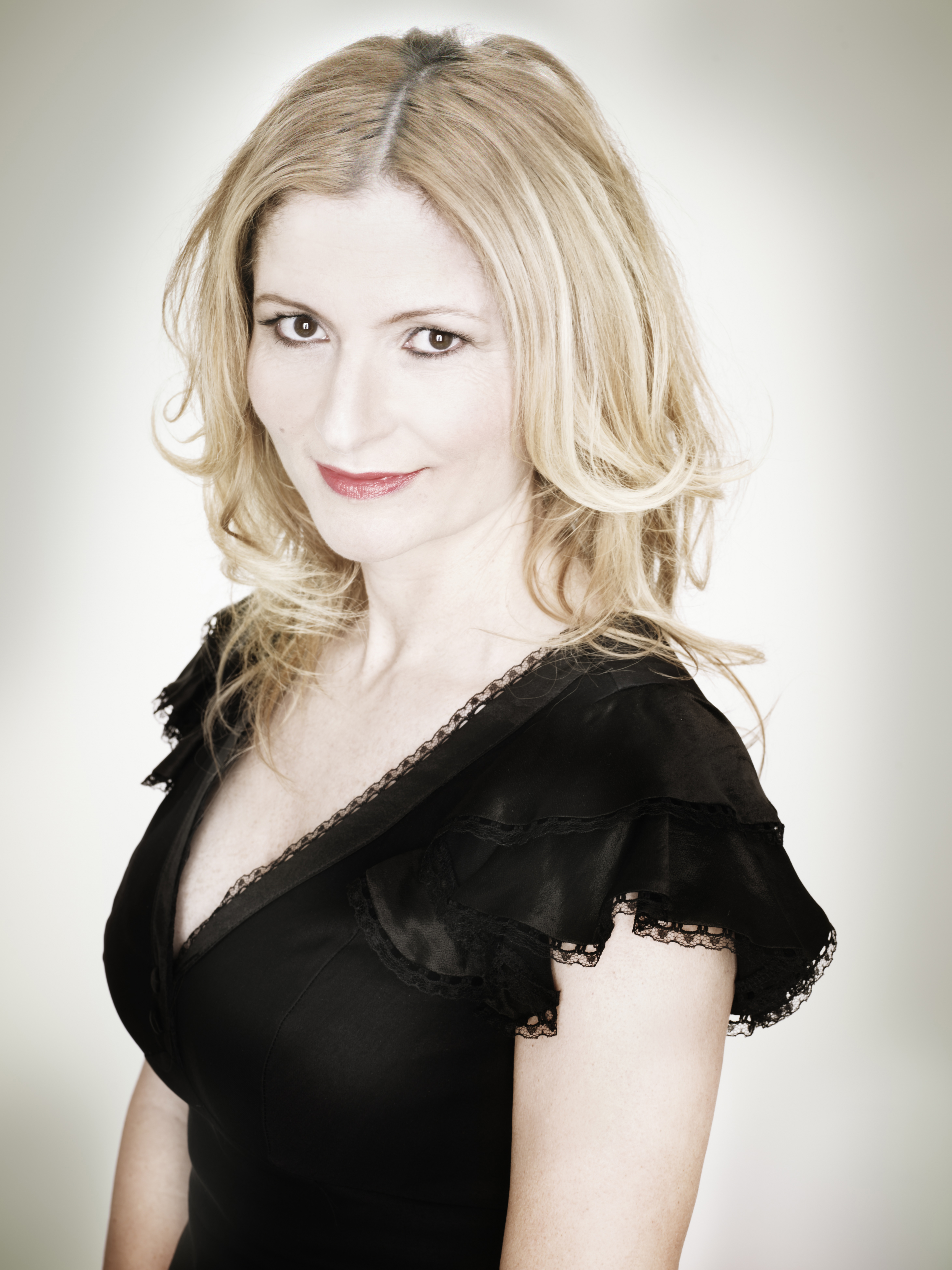
Katerina Janouch, 2012
Jens Lapidus, 2013
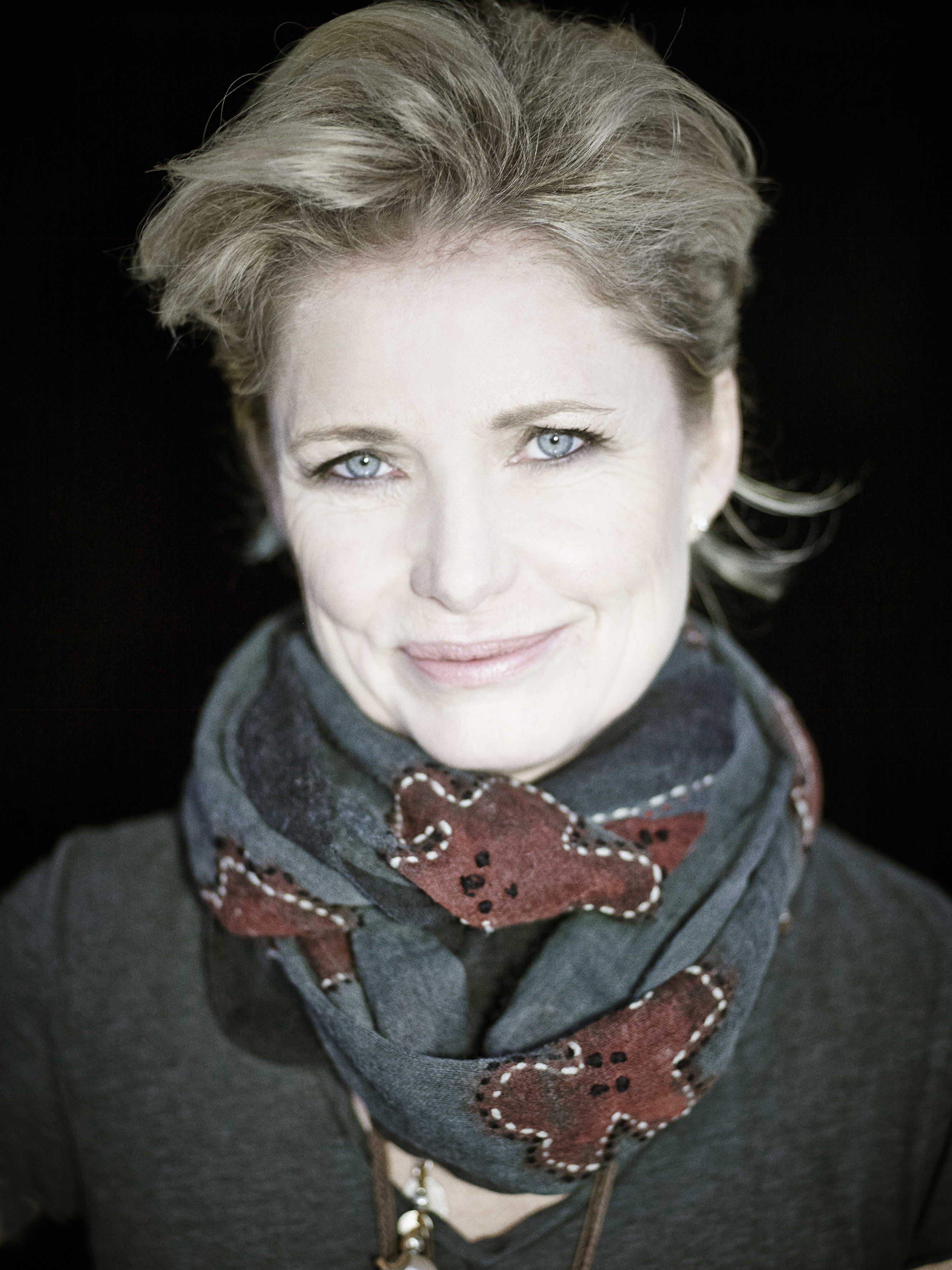
Louise Boije af Gennäs, 2014
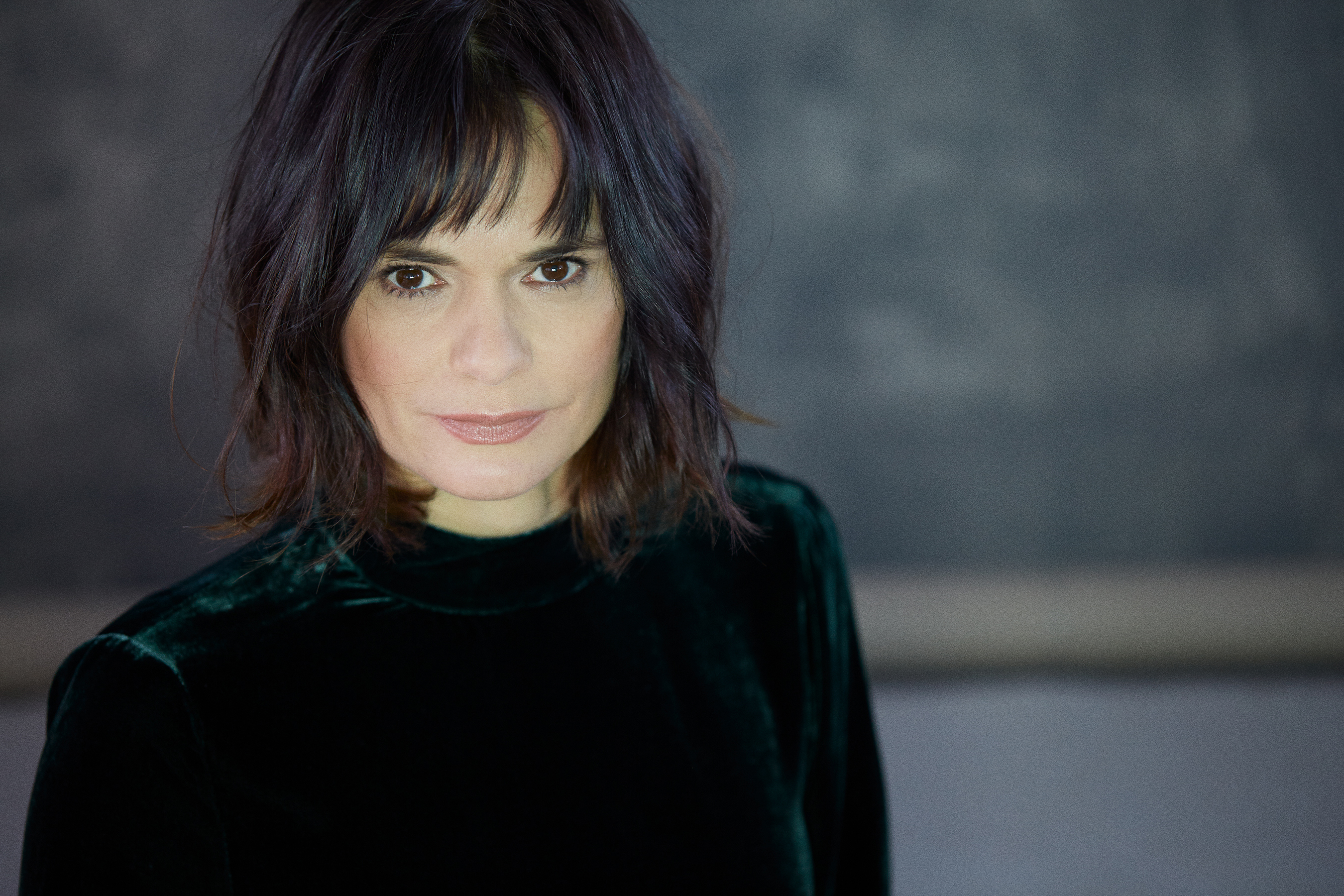
Daniela Svensson, 2016
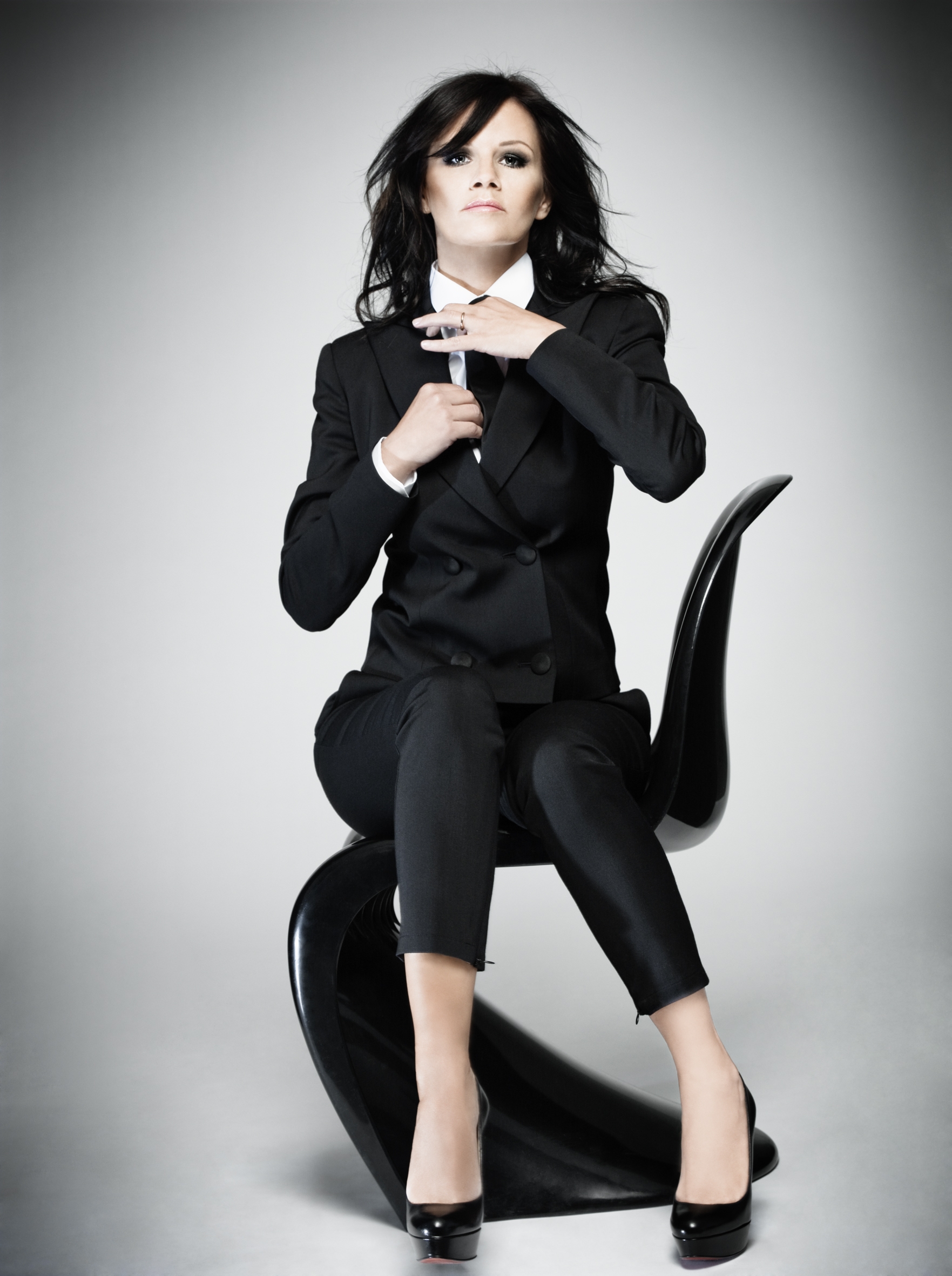
Lena Philipssonová, 2010
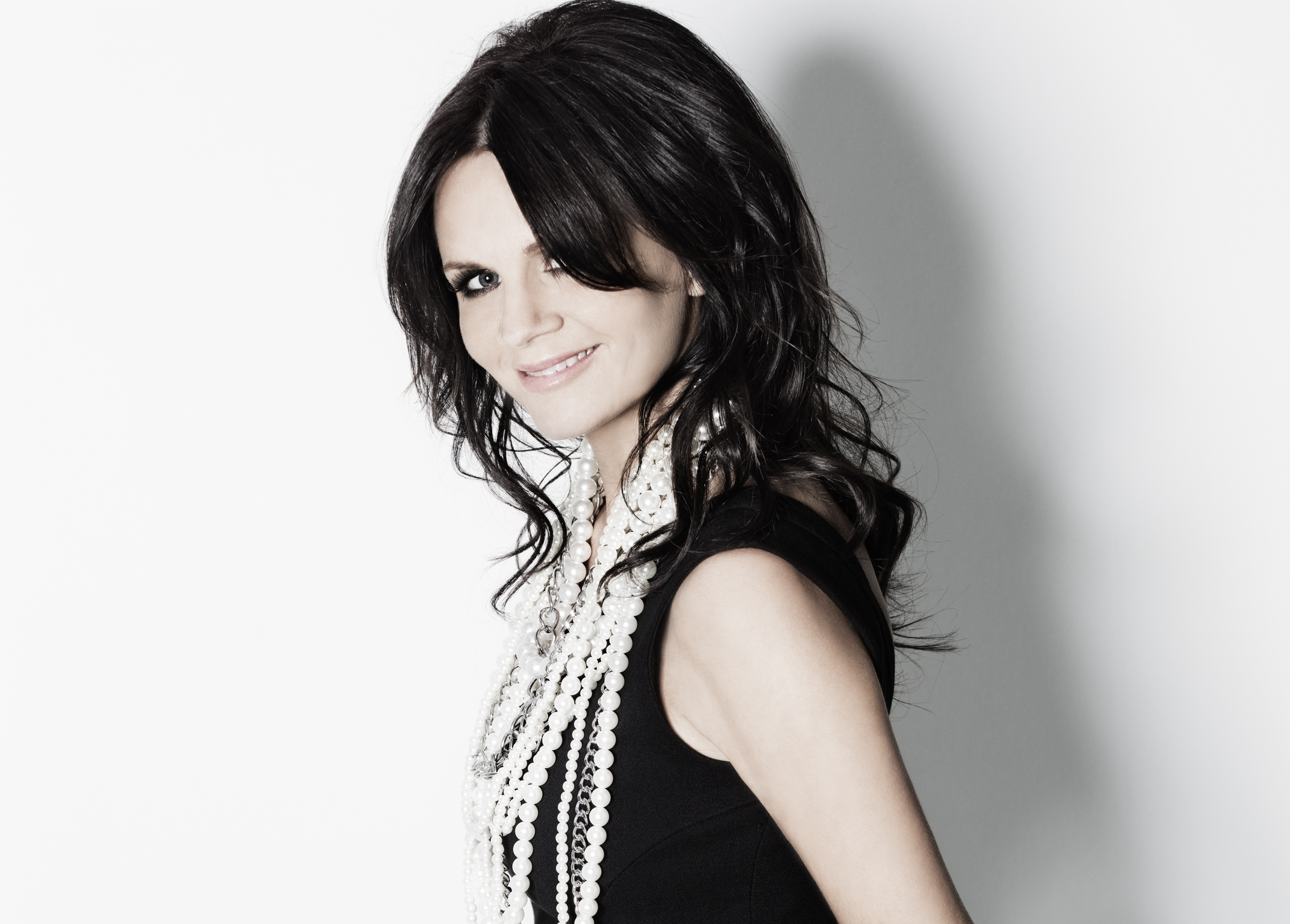
Lena Philipssonová, 2010
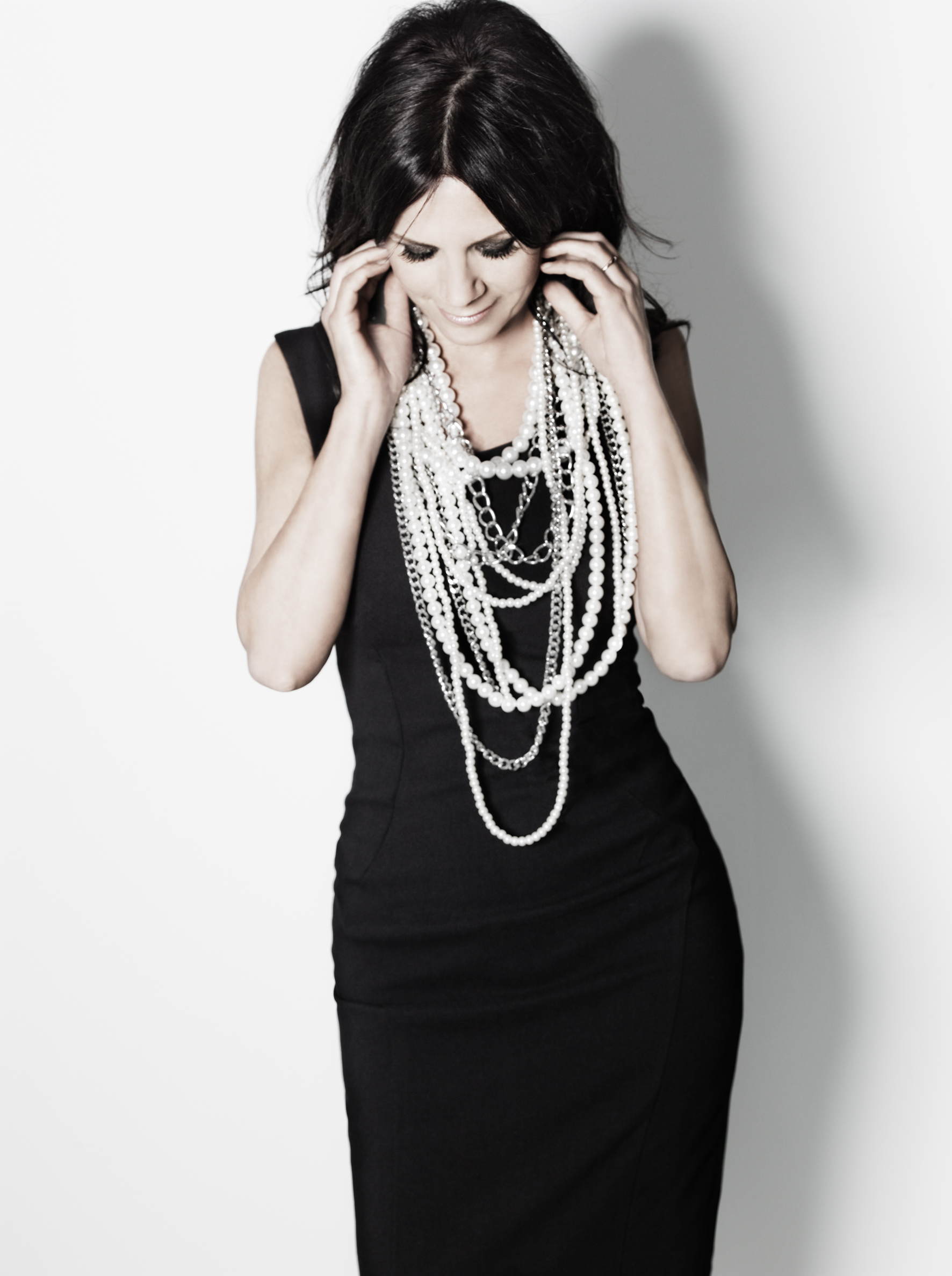
Lena Philipssonová, 2010
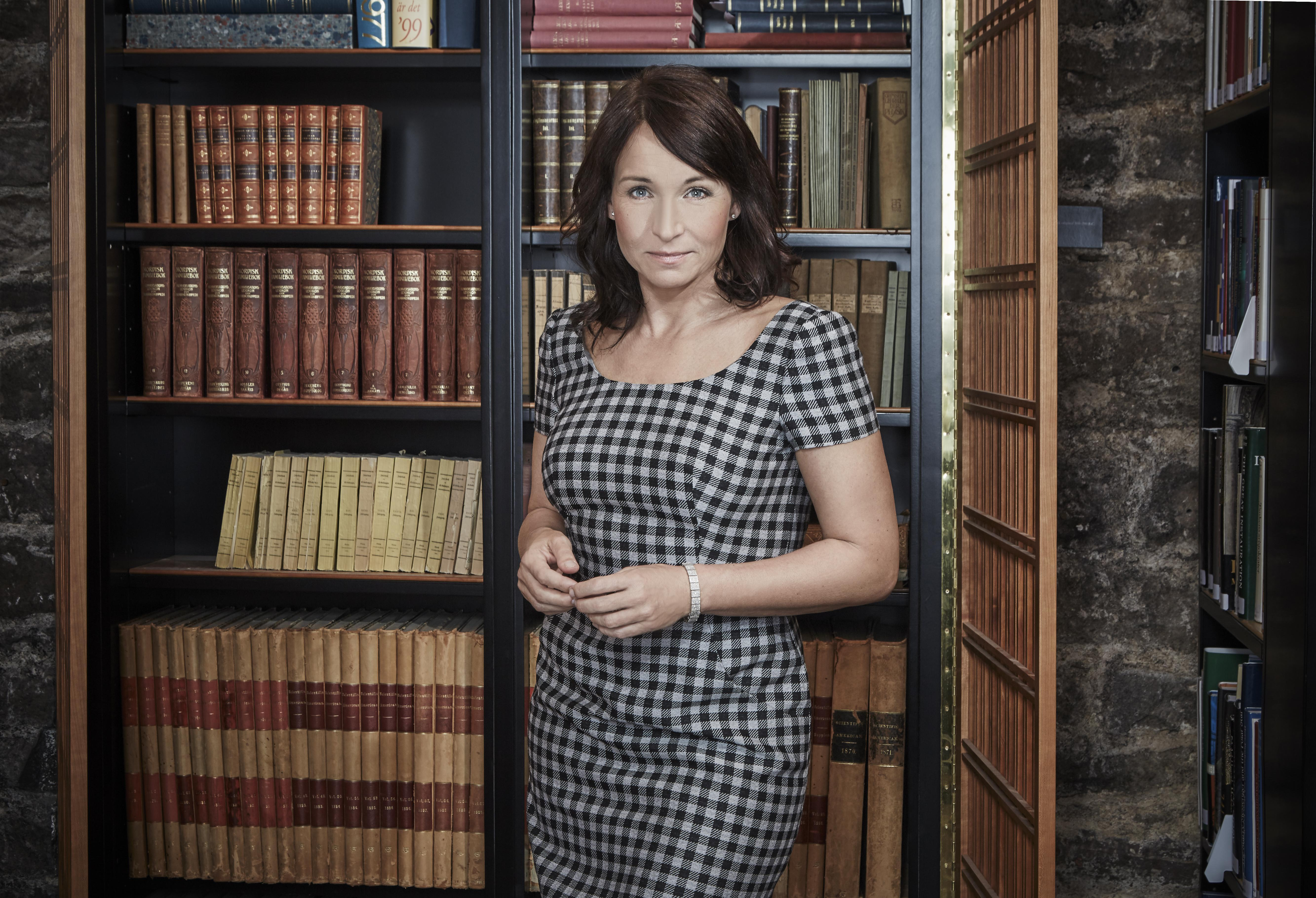
Martina Haag
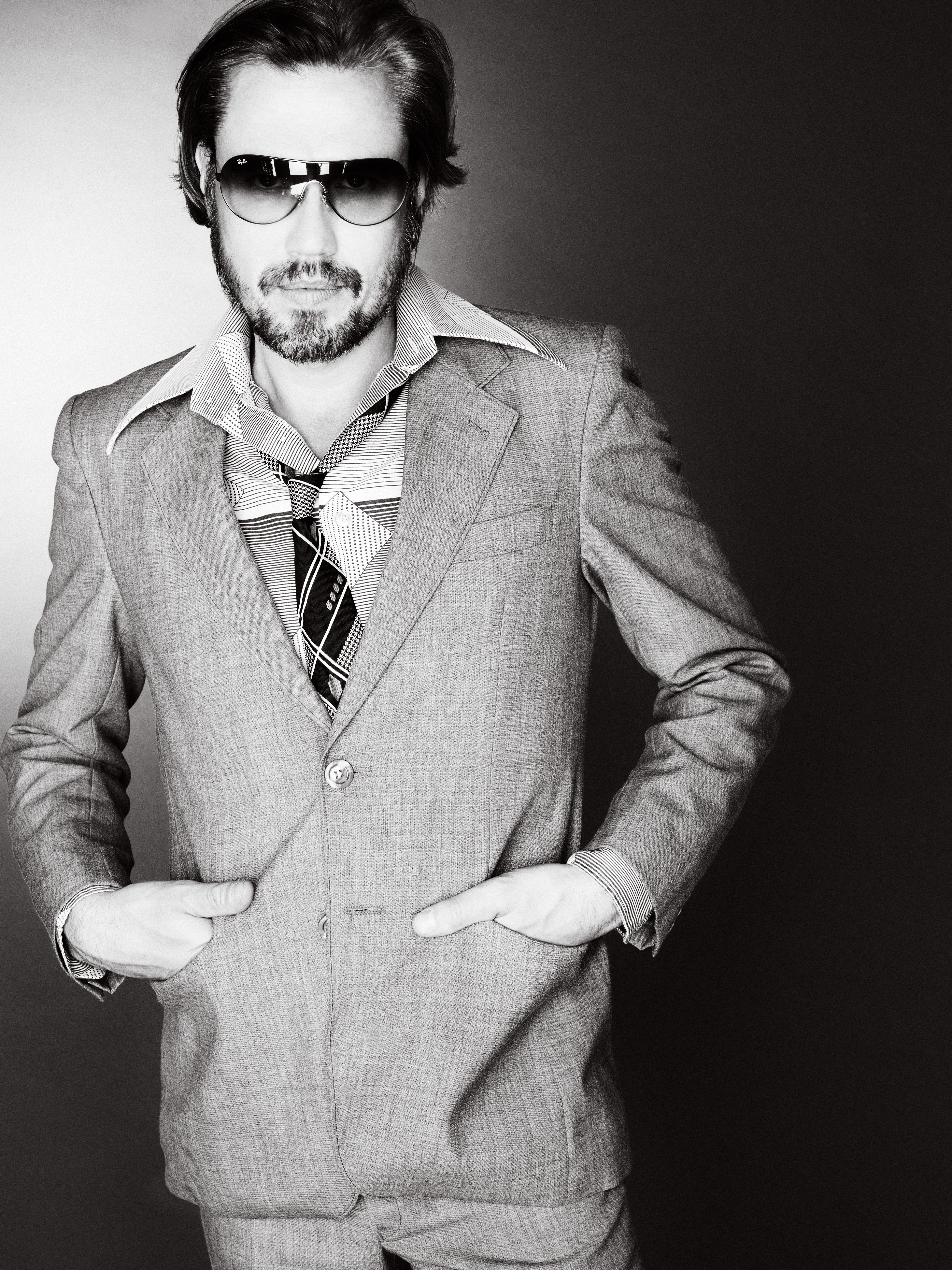
Carl-Johan Vallgren, 2008